# 阿爾斯特 (紐約州)
阿爾斯特（英語：Ulster）是一個位於美國紐約州阿爾斯特縣的鎮。

## 人口
根據2020年美國人口普查的數據，阿爾斯特的面積為74.81平方千米，當中陸地面積為69.43平方千米，而水域面積為5.38平方千米。當地共有人口12660人，而人口密度為每平方千米169人。